# 玄松月
玄 松月（ヒョン・ソンウォル）は、朝鮮民主主義人民共和国の歌手、音楽家、軍人、政治家である。現在、牡丹峰楽団団長であり、朝鮮労働党中央委員会委員と宣伝煽動部副部長も兼任。朝鮮人民軍の軍人としての軍事称号（階級）は陸軍大佐。

## 略歴
生年については1972年、1983年など諸説あるが、大韓民国国家情報院によれば1978年に平壌で生まれたとされている。1994年、当時の平壌音楽舞踊大学（現在の金元均名称音楽総合大学）を卒業し、1995年にワンジェサン軽音楽団の所属歌手としてデビュー。1999年に普天堡電子楽団に移籍する。同年に発表された「駿馬処女（駿馬娘）」は大ヒットとなった。金正恩・朝鮮労働党委員長の元恋人であると噂され、2013年8月に銀河水管弦楽団内部での「ポルノ事件」に関与したとして銃殺刑に処せられたと報じられたが、2014年5月に行われた第9次全国芸術人大会において、牡丹峰楽団団長として陸軍大佐の階級章をつけて演壇に立ち、健在であることが確認された。
2015年12月、牡丹峰楽団の北京公演（公演直前に中止）で訪中して、中華人民共和国メディアのインタビューに応じている。
2018年1月の南北局長級実務協議で、玄松月当人が出席した姿が報道された。彼女は三池淵管弦楽団の責任者とされている。また、訪中時とは対照的に軍服姿ではなかった。
三池淵管弦楽団は、万景峰号で海路大韓民国入りし、2018年2月8日に江陵市で、2月11日にソウル特別市で公演を行った。三池淵管弦楽団は、青峰楽団や牡丹峰楽団などからの選抜メンバーからなる、韓国公演のための臨時編成ユニットであり、既存の三池淵楽団とは異なる。玄松月本人も団長としてステージで挨拶するとともに、歌手として1曲歌唱を披露した。
2018年6月、米朝首脳会談のためシンガポールを訪問した金正恩に同行した。
金正恩の男子を産んでいるという情報もある。

## 主な楽曲

### ワンジェサン軽音楽団時期
- 「将軍様と海兵たち」《장군님과 해병들》
- 「祝砲」《축포》
- 「我らの歌は勝利の歌」《우리의 노래는 승리의 노래》
- 「海軍たちが軍港に戻って来る」《해군들 군항으로 돌아온다》
- 「いつも一緒にいらっしゃった」《언제나 함께 계셨네》（＊キム・ソンオク(김성옥)との二重唱）
- 「将軍様と子供たち」《장군님과 아이들》（＊同上）

### 普天堡電子楽団時期
- 「駿馬処女（駿馬娘）」《준마처녀》
- 「2月は春です」《2월은 봄입니다》
- 「兵士の足跡」《병사의 발자욱》
- 「人民はその懐で末永く生きるだろう」《인민은 그 품에 길이 살리라》
- 「平壌を私は愛する」《평양을 나는 사랑해》
- 「もっと高く、もっと速く」《더 높이 더 빨리》
- 「白頭と漢拏は我が祖国」《백두와 한나는 내 조국》
- 「この空、この地で」《이 하늘 이 땅에서》
- 「先軍ニルリリ」《선군닐리리》
- 「この地の主人たちは話す」《이 땅의 주인들은 말하네》
- 「朝鮮のこだま」《조선의 메아리》
- 「一気に（タンスメ）」《단숨에》